# Кинеске династије
Током историје Кине у најдужем периоду владале су Кинеске династије. У историји Кине династије имају велики значај јер се историјски периоди Кине деле и сагледавају кроз власт једне или група династија. Рачунање времена у Кини често је везивано за владавину неке од династија.
У већини случајева, у прегледу су дати конвенционални датуми који се користе у кинеској историографији.
Датуми из времена династије Западни Џоу и претходних династија нису тачно утврђени и још увек су под знаком питања. Такође, историја никада није тако јасна и прецизна, тако да су подаци коришћени у табели често резултат конвенционалног избора. Један пример за овај случај је оснивање манџурске династије Ћинг. У званичној кинеској историографији наводи се 1644. година, када су манџурске трупе заузеле Пекинг. Међутим, династија Ћинг је основана већ 1616. године, а име династија Ћинг понела је тек 1636. Са друге стране, династија Минг је у ствари угашена тек 1662. године, када су освојене последње територије које су они држали на југу Кине.

## Преглед кинеских династија
| Српски назив  | Српски назив | Српски назив      | Кинески назив                           | Период                          |
| Кинеско писмо | пинјин       | српски            | Кинески назив                           | Период                          |
| ------------- | ------------ | ----------------- | --------------------------------------- | ------------------------------- |
| 三皇五帝      |              | сан-чунг ву-ти    | Три суверена и пет царева               | пре 2070. п. н. е.              |
| 夏朝          |              | сиа чхао          | Династија Сја                           | око 2070-око 1600. п. н. е.     |
| 商朝          |              | шанг чхао         | Династија Шанг                          | око 1600-око 1046. п. н. е.     |
| 周朝          |              | чоу чхао          | Династија Џоу                           | око 1046-221. п. н. е.          |
| 西周          |              | си-чоу            | Династија Западни Џоу                   | око 1046-771. п. н. е.          |
| 東周          |              | тунг-чоу          | Династија Источни Џоу                   | 770-256. п. н. е.               |
| 春秋          |              | чхун-чхиоу        | Период пролећа и јесени                 | 770-476. п. н. е.               |
| 戰國時代      |              | чанг-куо ш'-таи   | Период зараћених држава                 | 475-221. п. н. е.               |
| 秦朝          |              | ћин чхао          | Династија Ћин                           | 221-207. п. н. е.               |
| 漢朝          |              | хан чхао          | Династија Хан                           | 202. п. н. е.-220. н. е.        |
| 西汉          |              | си-чу             | • Династија Западни Хан                 | 202. п. н. е. - 9. године н. е. |
| 新朝          |              | си-чао            | • Династија Сјин                        | (9-23)                          |
| 西漢          |              | си-чу             | • Династија Западни Чу                  | 206-203. п. н. е.               |
| 新朝          |              | син чхао          | Династија Син                           | 9 - 23 ()                       |
| 東漢          |              | тунг-хан          | • Династија Источни Хан                 | 23 - 220                        |
| 三國          |              | сан куо шидаи     | Период трију државе                     | 220—280                         |
| 曹魏          |              | цао веј           | Династија Цао Веј                       | 220-265                         |
| 蜀汉          |              | шу хан            | Династија Шу Хан                        | 221-263                         |
| 孙吴          |              | сун ву            | Династија Сун Ву                        | 221-263                         |
| 晉朝          |              | ђин чхао          | Династија Ђин                           | 265 − 420                       |
| 西晉          |              | си-ђин            | • Династија Западни Ђин                 |                                 |
| 東晉          |              | тунг-ђин          | • Династија Источни Ђин                 |                                 |
| 十六國        |              | ш'-лиоу куо       | Период шестаест држава                  | 304 − 439                       |
| 南北朝时代    |              | нанпеј чхао шидаи | Јужна и северна династија               | 420 − 581                       |
| 南朝,         |              | нан чхао          | • Јужне династије                       |                                 |
| 劉宋          |              | лиу-сунг          | – Династија Лиу-Сунг                    | 420 − 479                       |
| 南齊          |              | нан ћи            | – Династија Јужни Ћи                    | 479 − 502                       |
| 梁朝          |              | лианг чхао        | – Династија Лианг                       | 502 − 557                       |
| 南梁          |              | нан лианг         | – Династија Јужни Лианг                 | 502 − 557                       |
| 西梁          |              | си лианг          | – Династија Западни Лианг               | 555 − 587                       |
| 陳朝          |              | чен чхао          | – Династија Чен                         | 557 − 589                       |
| 北朝          |              | пеј чхао          | • Северне династије                     |                                 |
| 北魏          |              | пеј веј           | – Династија Северни Веј                 | 386 − 534                       |
| 东魏          |              | тунг веј          | – династија Источни Веј                 | 534 − 550                       |
| 西魏          |              | си веј            | – Династија Западни Веј                 | 535 − 557                       |
| 北齊          |              | пеј ћи            | – Династија Северни Ћи                  | 550 − 557                       |
| 北周          |              | пеј чоу           | – Династија Северни Чоу                 | 557 − 581                       |
| 隋朝          |              | суеј чхао         | Династија Суеј                          | 581 − 618                       |
| 唐朝          |              | танг чхао         | Династија Танг                          | 618 − 907                       |
| 五代十國      |              | ву-даи ш'-куо     | Период пет династија и десет краљевства | 907 − 979                       |
| 宋朝          |              | сунг чхао         | Династија Сунг                          | 960 − 1279                      |
| 北宋          |              | пеј сунг          | • Династија Северни Сунг                | 960-1127                        |
| 南宋          |              | нан сунг          | • Династија Јужни Сунг                  | 1127-1279                       |
| 西夏          |              | сј сја            | • Династија Западни Сја                 | 1038-1227                       |
| 金朝          |              | ђин чхао          | • Династија Ђин                         | 1115-1234                       |
| 元朝          |              | јуен чхао         | Династија Јуен                          | 1279 − 1368                     |
| 明朝          |              | минг чхао         | Династија Минг                          | 1368 − 1644                     |
| 清朝          |              | ћинг чхао         | Династија Ћинг                          | 1644 − 1911                     |

## Републике
1. Република Кина (1911 — 1949); кинески: 中华民国, пинјин
2. Народна република Кина (1949-); кинески: 中华人民共和国, пинјин